# Melanerpes formicivorus
Il picchio delle ghiande (Melanerpes formicivorus (Swainson, 1827)) è un uccello appartenente alla famiglia Picidae.

## Descrizione
Il picchio delle ghiande è lungo 23 centimetri, pesa tra i 65 e i 90 grammi e ha un'apertura alare di circa 13-15 centimetri. Il piumaggio è di un bel nero brillante sul dorso, sulle ali, sulla coda e sulla maschera facciale. Il capo è sormontato da una vistosa corona rossa; a partire dalla parte inferiore del viso fino all'attaccatura della coda, il piumaggio è bianco più o meno striato da chiazze nere. Sulla gola c'è una zona, di solito una sorta di semicollare, con piume dalla punta gialla o rossa chiara. Il becco è conico, robusto leggermente più lungo della media degli altri Picidi, le zampe sono grigie e forti, gli occhi piccoli e bianchi.

## Distribuzione e habitat
Lo si incontra nell'America occidentale, dallo Stato dell'Oregon negli Stati Uniti, sempre lungo la costa pacifica, attraverso Messico, stati del Centro America, fino alla zona andina della Colombia.
Vive quasi esclusivamente nelle foreste di pini e di querce; è stato avvistato in foreste di abeti, di sequoie e di altre latifoglie, ma solo se nelle vicinanze sono presenti querce. In città è presente solo nei grandi parchi dove c'è abbondanza di querce.

## Biologia

### Comportamento
Il picchio delle ghiande è un uccello sociale e stanziale che vive in gruppi composti da tre fino a dodici individui. Ognuno di questi ha il compito di difendere il territorio che può essere anche molto vasto, comprendendo la dispensa comune, le zone di nidificazione e le zone di procacciamento del cibo; oltre a ciò ciascuno contribuisce alla costruzione dei nidi e all'allevamento dei piccoli. Nelle zone in cui le variazioni climatiche sono più consistenti, i picchi delle ghiande possono percorrere brevi viaggi di migrazione.

### Alimentazione
Il comportamento nutritivo di questa specie è piuttosto complesso. I membri del gruppo scelgono un "albero granaio" sul quale praticano migliaia di fori. In ognuno di questi verranno incastrate e conservate le ghiande che costituiscono circa la metà della dieta giornaliera di questo picchio. Si è stimato che un'unità sociale riesce a conservare fino a 50000 ghiande in un solo albero. Il "granaio" verrà utilizzato soprattutto durante l'inverno fino alla primavera successiva. Oltre alle ghiande, si cibano di linfa, semi (di pino in particolare) e frutti. La dieta dei piccoli invece è quasi esclusivamente insettivora, le formiche in modo particolare (da qui il formicivorus della specie) arrecano le proteine necessarie alla loro crescita.

### Riproduzione
Il comportamento riproduttivo di questa specie è molto complesso, seppur mancante della fase di corteggiamento. In un gruppo sono presenti circa 7-9 maschi e 1-3 femmine. I maschi competono tra loro per la riproduzione, interrompendo spesso la copula dei rivali con attacchi mirati. Se nel gruppo le femmine sono più di una, allora anche loro competono per l'accoppiamento e la deposizione delle uova, distruggendo quelle deposte dalle rivali. Quando però si stabilisce una certa gerarchia per la deposizione, una sequenza che viene considerata corretta dal gruppo, allora vengono deposte solitamente 5-6 uova bianche. Il periodo d'incubazione è di undici giorni. Dopo la schiusa, tutto il gruppo si prende cura dei piccoli fino a quando lasceranno il nido a circa 32 giorni dalla nascita. Questo comportamento che coinvolge tutti gli elementi del gruppo, sia prima sia dopo la deposizione delle uova, è chiamato "poliginandria".
Il nido è una cavità di un albero, il cui interno è ricoperto di foglie e erba fresche, a volte vicino all'"albero granaio".

## Tassonomia
Melanerpes formicivorus comprende 7 sottospecie:
- M. f. bairdi Ridgway, 1881
- M. f. angustifrons S.F.Baird, 1870
- M. f. formicivorus (Swainson, 1827)
- M. f. albeolus Todd, 1910
- M. f. lineatus (Dickey & van Rossem, 1927)
- M. f. striatipectus Ridgway, 1874
- M. f. flavigula (Malherbe, 1849)